# Caledopteryx maculata
Caledopteryx maculata – gatunek ważki z rodziny Argiolestidae.
Owad ten jest endemitem Nowej Kaledonii.